# Цедденик
Цедденик (нем. Zeddenick) — деревня в Германии, в земле Саксония-Анхальт. Входит в состав города Мёккерн района Йерихов.
Впервые упоминается в 992 году.
Ранее Цедденик имела статус самостоятельной общины (коммуны), подчинявшейся Мёккерн-Флеминг. Население составляло 157 человек (на 31 декабря 2006 года). Занимала площадь 6,03 км². 1 января 2009 года вошла в состав города Мёккерн.